# (20517) Judycrystal
(20517) Judycrystal est un astéroïde de la ceinture principale.

## Description
(20517) Judycrystal est un astéroïde de la ceinture principale. Il fut découvert le 11 septembre 1999 à Olathe (Kansas) par Larry Robinson (astronome). Il présente une orbite caractérisée par un demi-grand axe de 2,65 UA, une excentricité de 0,04 et une inclinaison de 21,3° par rapport à l'écliptique.

## Compléments